# Jeffrey Chuan Chu
Jeffrey Chuan Chu (* 14. Juli 1919 in Tianjin; † 6. Juni 2011 in Lincoln, Massachusetts) war ein aus China stammender amerikanischer Computeringenieur.
Chu stammte aus einer Gelehrtenfamilie und studierte an der Shanghai-Universität, der University of Minnesota (Bachelorabschluss) und der University of Pennsylvania (Masterabschluss), wo er als Ingenieur am Bau des ENIAC beteiligt war, der 1946 fertiggestellt wurde. Danach entwickelte er frühe Computer am Argonne National Laboratory (Adivac, Oracle), an dem er Senior Scientist wurde, für Reeves Instrument (Reevac) und das Los Alamos National Laboratory (Maniac). 1955 ging er auf Einladung von J. Presper Eckert zur Univac Sparte von Remington Rand in Philadelphia, wo er leitender Ingenieur im LARC Projekt (Livermore Automatic Research Computer) war, einem der frühesten ganz aus Transistoren bestehender Computer. Bei der Übernahme von Univac in Sperry-Rand stieg er ins Management auf. 1962 ging er zu Honeywell, wo er als Direktor für Ingenieurswesen die Entwicklung der H200 Serie von Computern leitete und später Vizepräsident und Honeywell Information Systems wurde. Er war blieb bis in die 1970er Jahre bei Honeywell (bei denen er auch viele Kontakte nach Japan knüpfte) und war später Senior Vice President von Wang Laboratories in Lowell (Massachusetts), zuständig für den nordamerikanischen Markt, und Chief Executive Officer und Vorstand von Sanders Technology (Santec) in Amherst (New Hampshire).
1991 bis 2009 war er Direktor von BTU International. Außerdem beriet er BTU und das SRI seit 1986 sowie Data Resources Inc. (DRI).
Später lehrte er auch als Gastprofessor in der Volksrepublik China (Jiao Tong Universität in Shanghai, wobei er Kontakte von deren Management-Schule zur Wharton School of Economics vermittelte, Shandong-Universität, Nankai-Universität, Xinjiang Universität, Qingdao-Universität) und beriet die Kommission für Wissenschaft und Technologie in China, die Chinesische Akademie der Wissenschaften und andere staatliche chinesische Organisationen. Er setzte sich für den Kultur- und Wissensaustausch zwischen den USA und China ein. Er war gleich nach der Öffnung des Landes 1978 zum ersten Mal wieder in China und traf 1980 Deng Xiaoping. Mit Taiwan hatte er schon in den frühen 1970er Jahren engere Kontakte als Berater für den Hsinchu Wissenschaftspark.
1981 erhielt er den Computer Pioneer Award. Er hat einen Ehrendoktor (D. Sc.) des Fournier Institute of Technology.